# Тургайский ХПП
Тургайский ХПП (каз. Тургайский ХПП) — упразднённый населённый пункт в Ерейментауском районе Акмолинской области Казахстана. Входил в состав Тургайского сельского округа.

## География
Населённый пункт располагалось в центре района, на расстоянии примерно 29 километров (по прямой) к северо-западу от административного центра района — города Ерейментау, и примыкал с северо-запада к административному центру сельского округа — села Тургай.

## История
Совместным решением Акима Акмолинской области и Акмолинского областного маслихата от 26 декабря 2003 года N 3C-3-12 (зарегистрированное Управлением юстиции Акмолинской области 12 января 2004 года № 2206) населённый пункт Тургайский ХПП был переведен в категорию иных поселений и исключен из учётных данных, население вошло в состав села Тургай.

## Население
| 1989 | 1999 |
| ---- | ---- |
| 85   | ↘46  |

В 1989 году население села составляло 85 человек (из них казахи — 54 %).
В 1999 году население села составляло 46 человек (23 мужчины и 23 женщины).